# بيل (فلم)
بيل (بالإنجليزية: Bill) هو فيلم مغامرة تم إنتاجه في المملكة المتحدة وسيصدر في 20 فبراير 2015. الفيلم من إخراج ريتشارد بريسويل.

## بطولة
- ماثيو باينتون
- سيمون فارنابي
- مارثا هاو دوغلاس
- جيم هويك
- لورانس ريكارد

## وصلات خارجية
- بيل على موقع IMDb (الإنجليزية)
- بيل على موقع ميتاكريتيك (الإنجليزية)
- بيل على موقع قاعدة بيانات الأفلام العربية
- بيل على موقع Turner Classic Movies (الإنجليزية)
- بيل على موقع أول موفي (الإنجليزية)
- بيل على موقع فيلمافينيتي (الإسبانية)
- بيل على موقع قاعدة بيانات الفيلم (الإنجليزية)
- بيل على موقع ليتربوكسد (الإنجليزية)
- بيل على موقع كينوبويسك (الروسية)